# ニューマドリッド地震帯

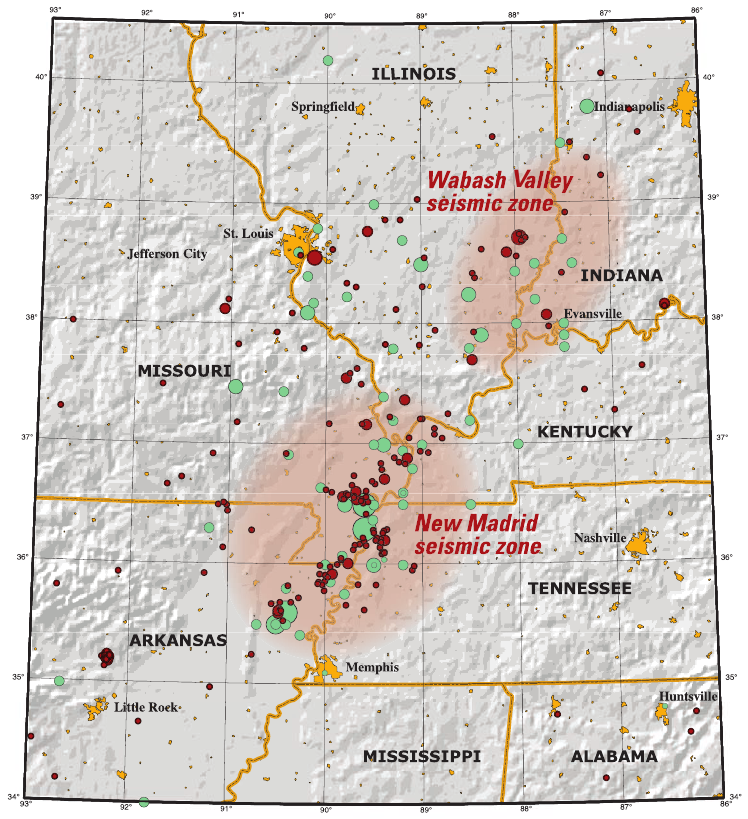
ニューマドリッド地震帯およびウォバッシュ・バレー地震帯で1974-2002年に発生したM2.5以上の地震の分布

ニューマドリッド地震帯（ニューマドリッドじしんたい、英: New Madrid Seismic Zone）は、アメリカ合衆国中西部にある地震帯でイリノイ州、ミズーリ州、アーカンソー州、ケンタッキー州、テネシー州、ミシシッピ州の6つの州にまたがる活断層帯である。ニューマドリッド断層ともいう。概ねミシシッピ川に沿って伸びる。
約300年から500年間隔で大地震を引き起こすと考えられており、近年発生した地震では1811年から1812年の冬季に連続して発生したニューマドリッド地震がある。
この地震帯の応力場は東西圧縮で、主に北東－南西走向の右横ずれ断層と北北西－南南東走向の逆断層からなる。
M2程度以下の微小地震の活動が多く、21世紀以降では2005年にM4.2と4.1の地震が発生した。
これらの地震は、「この地域が現在活発な変動帯であることを示す」という解釈と、「18世紀のニューマドリッド地震などの余震に過ぎず、長期的に見れば地震活動は低調な地域」という解釈で分かれている。
Van Arsdale (2000)によると、この地震帯の最近8000万年間の平均変位速度は0.0009mm/年、最近2400年間では4.4mm/年と推定されている。